# Kees Kist
Cornelis Kist, detto Kees (Steenwijk, 7 agosto 1952), è un ex calciatore olandese, di ruolo attaccante.

## Carriera
Ha giocato nel Heerenveen dal 1970 al 1972, nell'AZ'67 dal 1972 al 1982 (vincendo il campionato olandese 1981), nel Paris Saint-Germain nella stagione 1982-1983, nel Mulhouse nella stagione 1983-1984, e nuovamente nell'AZ dal 1984 al 1986. Nella sua ultima stagione agonistica è tornato a giocare nell'Heerenveen.
Ha segnato 259 gol in 441 partite nell'AZ, mettendo a segno 212 di questi gol nella massima serie olandese, l'Eredivisie: tale risultato lo pone al quarto posto nella classifica dei migliori marcatori di tutti i tempi del campionato olandese, dietro a Willy van der Kuijlen, Ruud Geels e Johan Cruijff.
Kist è stato il primo calciatore olandese a vincere la Scarpa d'oro, nel 1979, dopo aver segnato 34 gol nella stagione 1978/1979 con la maglia dell'AZ'67.

## Palmarès

### Club
- Campionato olandese: 1

AZ: 1980-1981
- Coppa dei Paesi Bassi: 3

AZ: 1977-1978, 1980-1981, 1981-1982
- Coppa di Francia: 1

PSG: 1982-1983

### Individuale
- Scarpa d'oro: 1979
- Capocannoniere della Eredivisie: 1979, 1980